# B.O.K
B.O.K (skrót od Bisz, Oer, Kay) – polska grupa muzyczna wykonująca hip-hop. Powstała w 1999 roku w Bydgoszczy z inicjatywy rapera Jarosława „Bisza” Jaruszewskiego, producenta muzycznego i instrumentalisty Rafała „Oera” Skiby oraz wokalisty Karola „Kaya” Tomasa. W latach późniejszych skład uzupełnili Paweł „DJ Paulo” Molenda, a także Marcin Bartyna (gitara), Michał „Bromba” Lutrzykowski (gitara basowa), Arkadiusz „Pestka” Wiśniewski (perkusja) oraz Łukasz „Syluch” Sylwestrzak (skrzypce).

## Historia

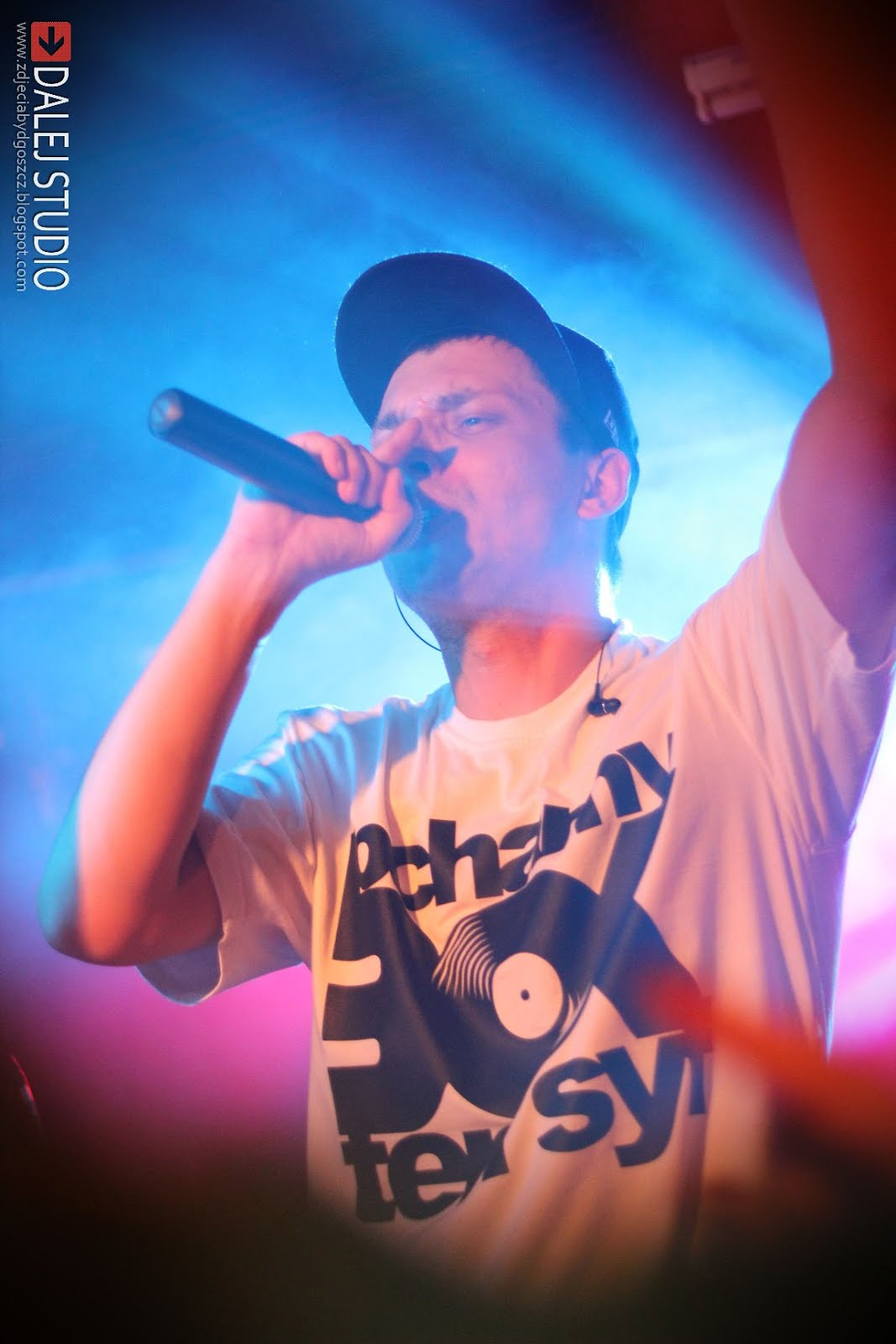
Bisz, 2012

Debiutancki nielegal formacji zatytułowany Ballady, hymny, hity ukazał się w 2008 roku. Gościnnie w nagraniach wzięli udział Rommel, Kron, Dziewa, Łysy PC, Haker, Dziewa i Cezet. Z kolei scratche wykonali DJ Qmak, DJ FunKey oraz DJ Paulo, który wkrótce potem został członkiem zespołu. Materiał został wyróżniony 4. miejscem w konkursie WuDoo 2008. Z kolei sam Oer, w tymże konkursie, został wyróżniony tytułem „Producenta Roku 2008”. 
Pewną popularność zyskała pochodząca z płyty piosenka „Żyję w tym mieście”, która dotarła do 10. miejsca Listy Przebojów Polskiego Radio Pomorza i Kujaw (PiK). 4 lipca 2010 roku ukazał się drugi nielegal zespołu pt. Raport z walki o wartość. W ramach promocji do utworu-promomiksu „Raport z walki o wartość” został zrealizowany teledysk. W międzyczasie opublikowany został także teledysk do niepublikowanego, a prezentowanego jedynie podczas koncertów utworu „Pchamy ten syf”. Obraz zrealizował zespół producencki 88 Project i Everysound. We wrześniu zespół gościł na albumie formacji Młodzi, Polscy, Zdolni - Ogarniam misję w utworze „Tego nie kupuję”.
Następnie zespół rozpoczął prace nad kolejną płytą. W trakcie sesji nagraniowej powstał utwór „Ja i Ty” do którego został zrealizowany wideoklip. Kompozycja ostatecznie nie znalazła się na trzeciej płycie B.O.K. W kwietniu 2011 roku odbyła się premiera teledysku do piosenki „Nie poddawaj się”, który pierwszy „legalny” materiał zespołu. Kolejne teledyski zostały zrealizowane do utworów „W błędnym kole” i „Daj to głośniej”. 
15 września 2011 roku formacja wystąpiła w studiu Radia PiK. Koncert został zarejestrowany, a następnie wyemitowany na antenie tejże stacji dwa dni później. 20 września nakładem wytwórni muzycznej My Music ukazał się pierwszy, dostępny w powszechnej sprzedaży album B.O.K zatytułowany W stronę zmiany. Wydawnictwo dotarło do 44. miejsca zestawienia OLiS. Natomiast w listopadzie został opublikowany czwarty teledysk do piosenki „Kiedy opadnie kurz”. W 2012 roku odbyła się premiera piątego wideoklipu B.O.K promującego oficjalny debiut kwartetu pt. „Wciąż może być tak pięknie”. Wcześniej, w styczniu grupa gościła na albumie CMS pt. Nie Można w piosence „Bardzo dobre gówno”.

## Dyskografia

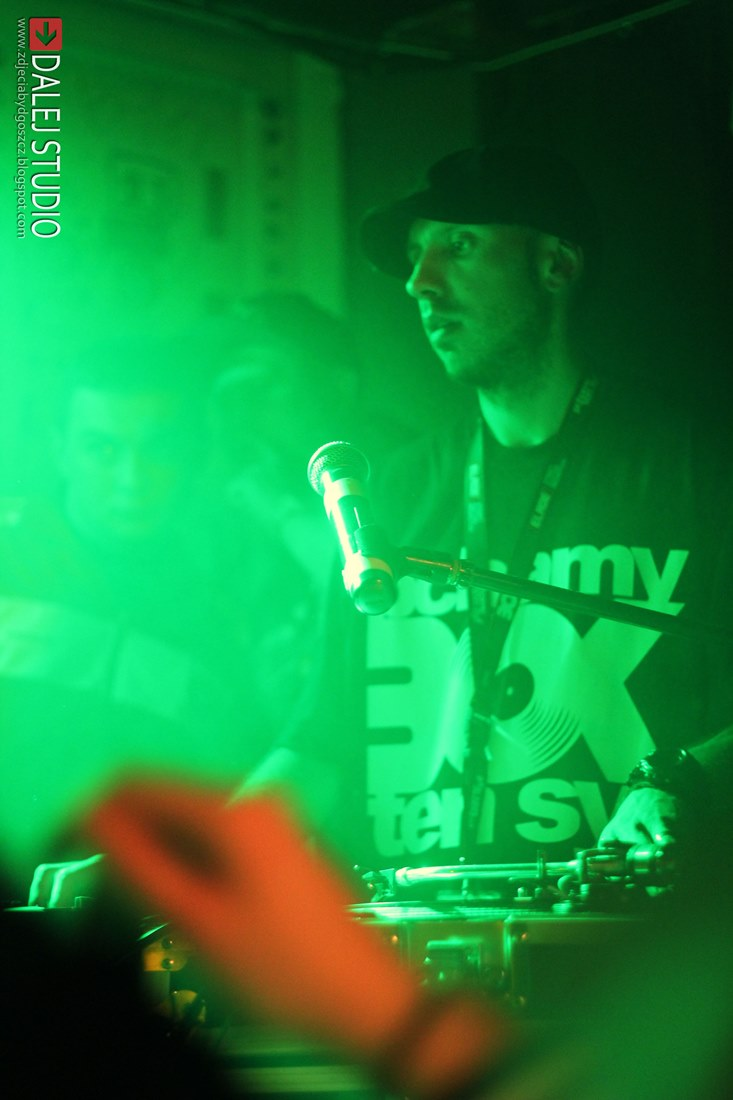
DJ Paulo, 2012

Albumy
| Ballady, hymny, hity        | - Data: 2008 - Wydawca: brak (nielegal)                | –  | - POL: 500 szt.+ |
| Raport z walki o wartość    | - Data: 5 lipca 2010 - Wydawca: brak (nielegal)        | –  | - POL: 500 szt.+ |
| W stronę zmiany             | - Data: 20 września 2011 - Wydawca: My Music           | 44 |                  |
| Labirynt Babel              | - Data: 31 października 2014 - Wydawca: Aptaun Records | 1  |                  |
| Symetria                    | - Data: 21 września 2018 - Wydawca: AGORA S.A.         | 6  |                  |
| „–” album nie był notowany. |                                                        |    |                  |

Notowane utwory
| Tytuł                | Rok  | Pozycja na liście | Album                |
| Tytuł                | Rok  | PiK               | Album                |
| -------------------- | ---- | ----------------- | -------------------- |
| „Żyję w tym mieście” | 2008 | 10                | Ballady, hymny, hity |

Występy gościnne
| Album                                   | Rok  | Utwór                                   | Źródło |
| --------------------------------------- | ---- | --------------------------------------- | ------ |
| Młodzi, Polscy, Zdolni - Ogarniam misję | 2010 | „Tego nie kupuję” (gościnnie: B.O.K)    | [ 13 ] |
| CMS - Nie można                         | 2012 | „Bardzo dobre gówno” (gościnnie: B.O.K) | [ 14 ] |

## Teledyski
| Tytuł                                 | Rok  | Reżyseria/Realizacja               | Album                    | Źródło |
| ------------------------------------- | ---- | ---------------------------------- | ------------------------ | ------ |
| „Pchamy ten syf”                      | 2010 | 88 Project, Everysound             | –                        | [ 15 ] |
| „Ja i Ty”                             | 2010 | Heavy Metal Film                   | –                        | [ 16 ] |
| „Raport z walki o wartość” (promomix) | 2010 | Heavy Metal Film                   | Raport z walki o wartość | [ 17 ] |
| „Nie poddawaj się”                    | 2011 | Borsuk Projekt                     | W stronę zmiany          | [ 18 ] |
| „W błędnym kole”                      | 2011 | Marcin „pOx” Jaruszewski           | W stronę zmiany          | [ 19 ] |
| „Daj to głośniej”                     | 2011 | sonicARTstudio                     | W stronę zmiany          | [ 20 ] |
| „Kiedy opadnie kurz”                  | 2011 | Arkadiusz Wojtasiewicz, EverySound | W stronę zmiany          | [ 21 ] |
| „Wciąż może być tak pięknie”          | 2012 | urbanBDG                           | W stronę zmiany          | [ 22 ] |
| „Od podstaw”                          | 2012 | –                                  | –                        | [ 23 ] |
| „Spadam w górę”                       | 2013 | sonicARTstudio                     | W stronę zmiany          | [ 24 ] |
| „Mindfuck”                            | 2014 | Taktowidze                         | Labirynt Babel           | [ 25 ] |
| „Jurodiwy”                            | 2014 | VFH                                | Labirynt Babel           | [ 26 ] |

## Nagrody i wyróżnienia
| Rok  | Kategoria  | Tytułem        | Nagroda     | Nota      | Źródło |
| ---- | ---------- | -------------- | ----------- | --------- | ------ |
| 2015 | Album roku | Labirynt Babel | Sztosy 2014 | Nominacja | [ 27 ] |